# WTA Tour 2010
Il WTA Tour 2010 è una serie di tornei femminili di tennis organizzati dalla Women's Tennis Association (WTA).
Questa include i tornei del Grande Slam (organizzati in collaborazione con la International Tennis Federation (ITF)), i Tornei WTA Premier, i Tornei WTA International, la Fed Cup (organizzata dalla ITF), il Commonwealth Bank Tournament of Champions e il WTA Tour Championships.

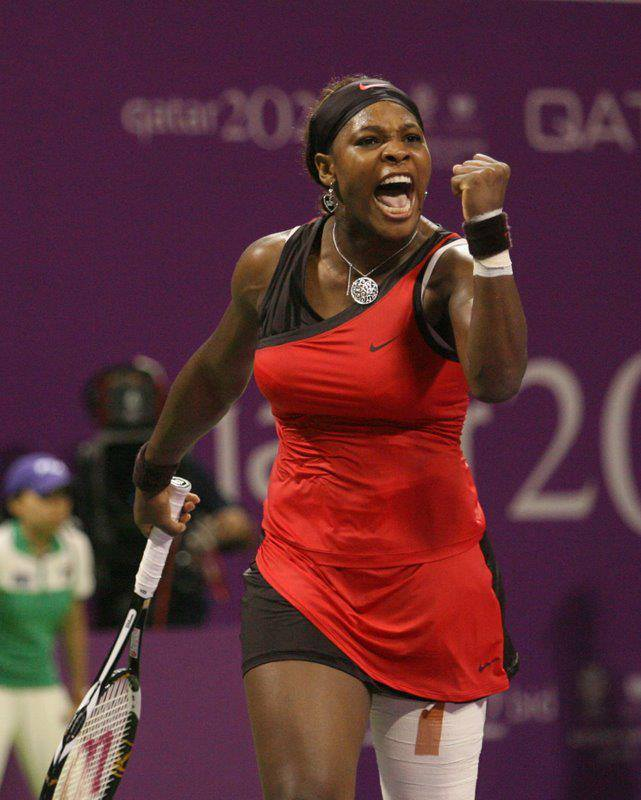
Serena Williams fa doppietta agliAustralian Open e al torneo di Wimbledon per il secondo anno consecutivo

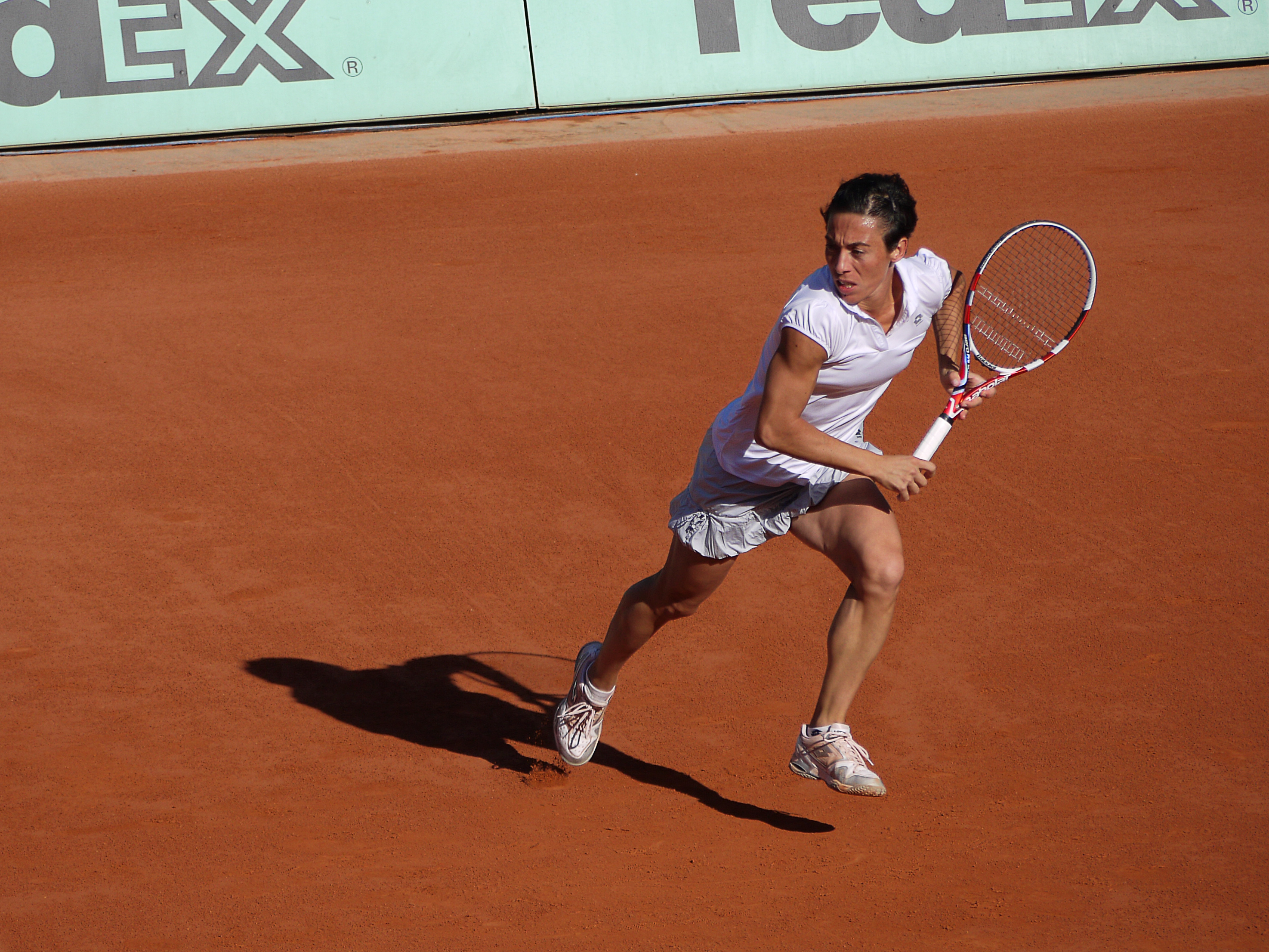
Francesca Schiavone è la vincitrice dell'Open di Francia, prima tennista italiana a riuscirci

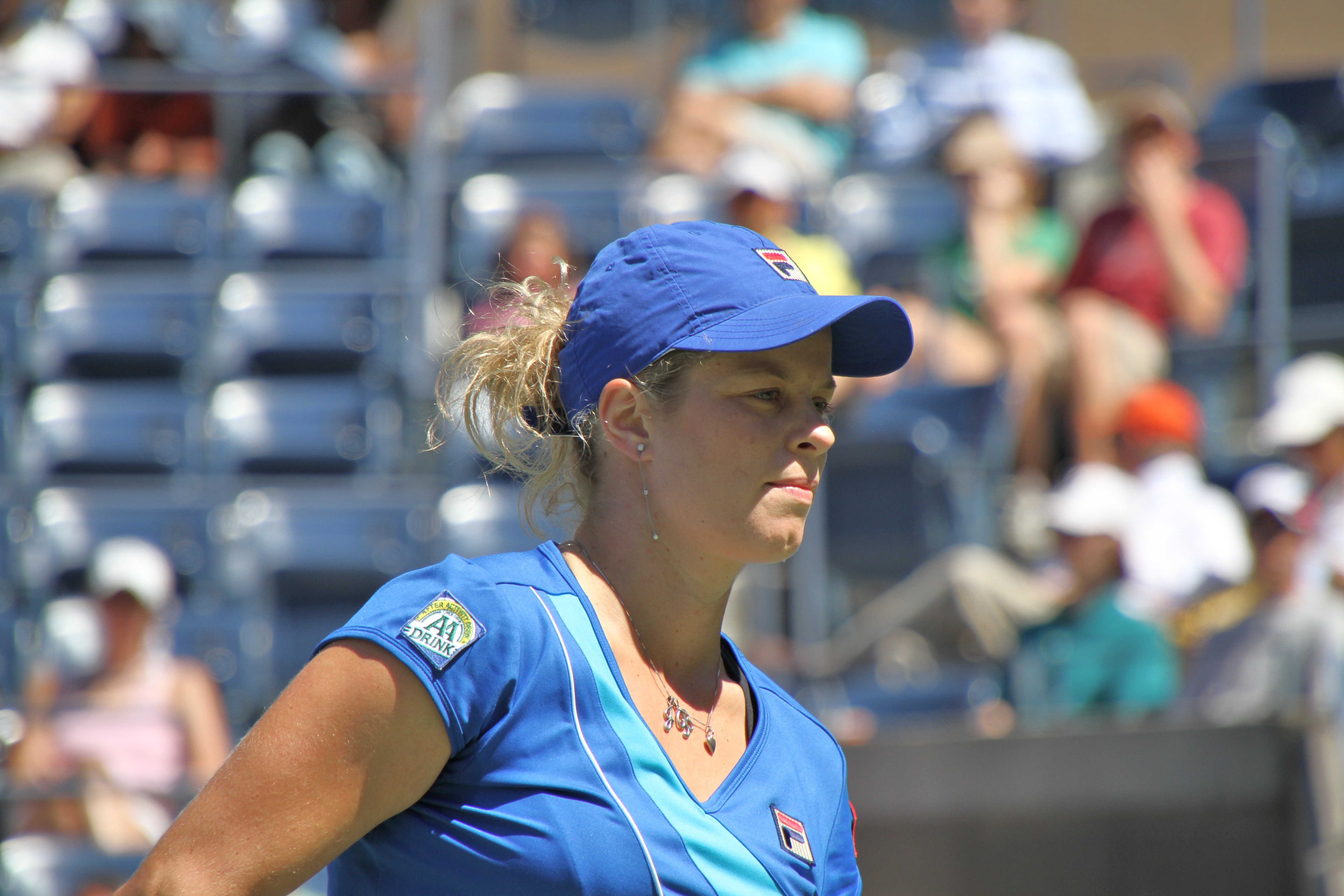
Kim Clijsters riesce a difendere il titolo agli US Open vinto l'anno precedente

## Legenda
| Grande Slam         |
| Torneo di fine anno |
| WTA Premier         |
| WTA International   |
| Torneo a squadre    |

## Gennaio
| Settimana             | Torneo | Campione                                           | Finalista                            | Semifinalisti                                                 | Eliminati ai Quarti                                                      |
| --------------------- | --- | -------------------------------------------------- | ------------------------------------ | ------------------------------------------------------------- | ------------------------------------------------------------------------ |
| 4 gennaio             | Hopman Cup 2010 Perth, Australia Hopman Cup 1 000 000 A$ - Cemento (i) - 8 squadre (RR)                                 | Spagna 2–1                                         | Gran Bretagna                        | Perdenti Round Robin (Gruppo A) Stati Uniti Australia Romania | Perdenti Round Robin (Gruppo B) Kazakistan Russia Germania               |
| 4 gennaio             | Brisbane International 2010 Brisbane, Australia International 220 000 $ - Cemento - 32S/32Q/16D Singolare - Doppio      | Kim Clijsters 6–3, 4–6, 7–6(6)                     | Justine Henin                        | Andrea Petković Ana Ivanović                                  | Lucie Šafářová Daniela Hantuchová Anastasija Pavljučenkova Melinda Czink |
| 4 gennaio             | Brisbane International 2010 Brisbane, Australia International 220 000 $ - Cemento - 32S/32Q/16D Singolare - Doppio      | Andrea Hlaváčková Lucie Hradecká 2–6, 7–6(3), 10–4 | Melinda Czink Arantxa Parra Santonja | Andrea Petković Ana Ivanović                                  | Lucie Šafářová Daniela Hantuchová Anastasija Pavljučenkova Melinda Czink |
| 4 gennaio             | ASB Classic 2010 Auckland, Nuova Zelanda International 220 000 $ - Cemento - 32S/32Q/16D Singolare - Doppio             | Yanina Wickmayer 6–3, 6–2                          | Flavia Pennetta                      | Francesca Schiavone Shahar Peer                               | Dominika Cibulková Alizé Cornet Kimiko Date Krumm Marija Kirilenko       |
| 4 gennaio             | ASB Classic 2010 Auckland, Nuova Zelanda International 220 000 $ - Cemento - 32S/32Q/16D Singolare - Doppio             | Cara Black Liezel Huber 7–6(4), 6–2                | Natalie Grandin Laura Granville      | Francesca Schiavone Shahar Peer                               | Dominika Cibulková Alizé Cornet Kimiko Date Krumm Marija Kirilenko       |
| 11 gennaio            | Medibank International 2010 Sydney, Australia Premier 600 000 $ - Cemento - 32S/32Q/16D Singolare - Doppio              | Elena Dement'eva 6–3, 6–2                          | Serena Williams                      | Aravane Rezaï Viktoryja Azaranka                              | Vera Duševina Flavia Pennetta Dominika Cibulková Dinara Safina           |
| 11 gennaio            | Medibank International 2010 Sydney, Australia Premier 600 000 $ - Cemento - 32S/32Q/16D Singolare - Doppio              | Cara Black Liezel Huber 6–1, 3–6, 10–3             | Tathiana Garbin Nadia Petrova        | Aravane Rezaï Viktoryja Azaranka                              | Vera Duševina Flavia Pennetta Dominika Cibulková Dinara Safina           |
| 11 gennaio            | Moorilla Hobart International 2010 Hobart, Australia International 220 000 $ - Cemento - 32S/32Q/16D Singolare - Doppio | Al'ona Bondarenko 6–2, 6–4                         | Shahar Peer                          | Anabel Medina Garrigues Sara Errani                           | Gisela Dulko Zheng Jie Kirsten Flipkens Carla Suárez Navarro             |
| 11 gennaio            | Moorilla Hobart International 2010 Hobart, Australia International 220 000 $ - Cemento - 32S/32Q/16D Singolare - Doppio | Chuang Chia-jung Květa Peschke 3–6, 6–3, 10–7      | Chan Yung-jan Monica Niculescu       | Anabel Medina Garrigues Sara Errani                           | Gisela Dulko Zheng Jie Kirsten Flipkens Carla Suárez Navarro             |
| 18 gennaio 30 gennaio | Australian Open 2010 Melbourne, Australia Grande Slam A$ - Cemento - 128S/96Q/64D/32X Singolare - Doppio - Misto        | Serena Williams 6–4, 3–6, 6–2                      | Justine Henin                        | Li Na Zheng Jie                                               | Viktoryja Azaranka Venus Williams Nadia Petrova Marija Kirilenko         |
| 18 gennaio 30 gennaio | Australian Open 2010 Melbourne, Australia Grande Slam A$ - Cemento - 128S/96Q/64D/32X Singolare - Doppio - Misto        | Serena Williams Venus Williams 6–4, 6–3            | Cara Black Liezel Huber              | Li Na Zheng Jie                                               | Viktoryja Azaranka Venus Williams Nadia Petrova Marija Kirilenko         |
| 18 gennaio 30 gennaio | Australian Open 2010 Melbourne, Australia Grande Slam A$ - Cemento - 128S/96Q/64D/32X Singolare - Doppio - Misto        | Cara Black Leander Paes 7–5, 6–3                   | Ekaterina Makarova Jaroslav Levinský | Li Na Zheng Jie                                               | Viktoryja Azaranka Venus Williams Nadia Petrova Marija Kirilenko         |

## Febbraio
| Settimana   | Torneo | Campione                                                                 | Finalista                                            | Semifinalisti                        | Eliminati ai Quarti                                                         |
| ----------- | --- | ------------------------------------------------------------------------ | ---------------------------------------------------- | ------------------------------------ | --------------------------------------------------------------------------- |
| 1º febbraio | Fed Cup 2010 Charkiv, Ucraina, Cemento (i) Brno, Repubblica Ceca,Cemento (i) Belgrado, Serbia, Cemento (i) Liévin, Francia, Terra (i)            | Vincenti primo turno Italia 4–1 Rep. Ceca 3–2 Russia 3–2 Stati Uniti 4–1 | Perdenti primo turno Ucraina Germania Serbia Francia |                                      |                                                                             |
| 8 febbraio  | Open GDF Suez 2010 Parigi, Francia Premier 700 000 $ - Cemento (i) - 32S/32Q/16D Singolare - Doppio                                              | Elena Dement'eva 6(5)–7, 6–1, 6–4                                        | Lucie Šafářová                                       | Melanie Oudin Flavia Pennetta        | Andrea Petković Ágnes Szávay Shahar Peer Tathiana Garbin                    |
| 8 febbraio  | Open GDF Suez 2010 Parigi, Francia Premier 700 000 $ - Cemento (i) - 32S/32Q/16D Singolare - Doppio                                              | Iveta Benešová Barbora Záhlavová-Strýcová Walkover                       | Cara Black Liezel Huber                              | Melanie Oudin Flavia Pennetta        | Andrea Petković Ágnes Szávay Shahar Peer Tathiana Garbin                    |
| 8 febbraio  | PTT Pattaya Open 2010 Pattaya, Thailandia International 220 000 $ - Cemento - 32S/32Q/16D Singolare - Doppio                                     | Vera Zvonarëva 6–4, 6–4                                                  | Tamarine Tanasugarn                                  | Jaroslava Švedova Sesil Karatančeva  | Sybille Bammer Tatjana Maria Ekaterina Byčkova Anna Čakvetadze              |
| 8 febbraio  | PTT Pattaya Open 2010 Pattaya, Thailandia International 220 000 $ - Cemento - 32S/32Q/16D Singolare - Doppio                                     | Marina Eraković Tamarine Tanasugarn 7–5, 6–1                             | Anna Čakvetadze Ksenija Pervak                       | Jaroslava Švedova Sesil Karatančeva  | Sybille Bammer Tatjana Maria Ekaterina Byčkova Anna Čakvetadze              |
| 15 febbraio | Dubai Tennis Championships 2010 Dubai, Emirati Arabi Uniti Premier 5 2 000 000 $ - Cemento - 56S/32Q/28D Singolare - Doppio                      | Venus Williams 6–3, 7–5                                                  | Viktoryja Azaranka                                   | Shahar Peer Agnieszka Radwańska      | Li Na Anastasija Pavljučenkova Vera Zvonarëva Regina Kulikova               |
| 15 febbraio | Dubai Tennis Championships 2010 Dubai, Emirati Arabi Uniti Premier 5 2 000 000 $ - Cemento - 56S/32Q/28D Singolare - Doppio                      | Nuria Llagostera Vives María José Martínez Sánchez 7–6(5), 6–4           | Květa Peschke Katarina Srebotnik                     | Shahar Peer Agnieszka Radwańska      | Li Na Anastasija Pavljučenkova Vera Zvonarëva Regina Kulikova               |
| 15 febbraio | Cellular South Cup 2010 Memphis, Stati Uniti International 220 000 $ - Cemento (i) - 32S/32Q/16D Singolare - Doppio                              | Marija Šarapova 6–2, 6–1                                                 | Sofia Arvidsson                                      | Petra Kvitová Anne Keothavong        | Elena Baltacha Kaia Kanepi Karolina Šprem Melanie Oudin                     |
| 15 febbraio | Cellular South Cup 2010 Memphis, Stati Uniti International 220 000 $ - Cemento (i) - 32S/32Q/16D Singolare - Doppio                              | Vania King Michaëlla Krajicek 7–5, 6–2                                   | Bethanie Mattek-Sands Meghann Shaughnessy            | Petra Kvitová Anne Keothavong        | Elena Baltacha Kaia Kanepi Karolina Šprem Melanie Oudin                     |
| 15 febbraio | Copa Sony Ericsson Colsanitas 2010 Bogotà, Colombia International 220 000 $ - Terra (Rossa) - 32S/32Q/16D Singolare - Doppio                     | Mariana Duque Mariño 6–4, 6–3                                            | Angelique Kerber                                     | Gisela Dulko Arantxa Parra Santonja  | Sandra Záhlavová Pauline Parmentier Sara Errani Klára Zakopalová            |
| 15 febbraio | Copa Sony Ericsson Colsanitas 2010 Bogotà, Colombia International 220 000 $ - Terra (Rossa) - 32S/32Q/16D Singolare - Doppio                     | Gisela Dulko Edina Gallovits 6–2, 7–6(6)                                 | Ol'ga Savčuk Nastas'sja Jakimava                     | Gisela Dulko Arantxa Parra Santonja  | Sandra Záhlavová Pauline Parmentier Sara Errani Klára Zakopalová            |
| 22 febbraio | Abierto Mexicano de Tenis 2010 Acapulco, Messico International 220 000 $ - Terra (Rossa) - 32S/32Q/16D Singolare - Doppio                        | Venus Williams 2–6, 6–2, 6–3                                             | Polona Hercog                                        | Edina Gallovits Carla Suárez Navarro | Laura Pous Tió Sharon Fichman Gisela Dulko Ágnes Szávay                     |
| 22 febbraio | Abierto Mexicano de Tenis 2010 Acapulco, Messico International 220 000 $ - Terra (Rossa) - 32S/32Q/16D Singolare - Doppio                        | Polona Hercog Barbora Záhlavová-Strýcová 2–6, 6–1, 10–2                  | Sara Errani Roberta Vinci                            | Edina Gallovits Carla Suárez Navarro | Laura Pous Tió Sharon Fichman Gisela Dulko Ágnes Szávay                     |
| 22 febbraio | Golden Horses Health Sanctuary Malaysian Open 2010 Kuala Lumpur, Malaysia International 220 000 $ - Cemento (i) - 32S/32Q/16D Singolare - Doppio | Alisa Klejbanova 6–3, 6–2                                                | Elena Dement'eva                                     | Sybille Bammer Ayumi Morita          | Magdaléna Rybáriková Chang Kai-chen Anastasija Rodionova Chanelle Scheepers |
| 22 febbraio | Golden Horses Health Sanctuary Malaysian Open 2010 Kuala Lumpur, Malaysia International 220 000 $ - Cemento (i) - 32S/32Q/16D Singolare - Doppio | Chan Yung-jan Zheng Jie 6(4)–7, 6–2, 10–7                                | Anastasija Rodionova Arina Rodionova                 | Sybille Bammer Ayumi Morita          | Magdaléna Rybáriková Chang Kai-chen Anastasija Rodionova Chanelle Scheepers |

## Marzo
| Settimana         | Torneo | Campione                                                 | Finalista                      | Semifinalisti                           | Eliminati ai Quarti                                                     |
| ----------------- | --- | -------------------------------------------------------- | ------------------------------ | --------------------------------------- | ----------------------------------------------------------------------- |
| 1º marzo          | Monterrey Open 2010 Monterrey, Messico International 220 000 $ - Cemento - 32S/32Q/16D Singolare - Doppio                 | Anastasija Pavljučenkova 1–6, 6–1, 6–0                   | Daniela Hantuchová             | Anastasija Sevastova Dominika Cibulková | Alizé Cornet Klára Zakopalová Ágnes Szávay Vania King                   |
| 1º marzo          | Monterrey Open 2010 Monterrey, Messico International 220 000 $ - Cemento - 32S/32Q/16D Singolare - Doppio                 | Iveta Benešová Barbora Záhlavová-Strýcová 3–6, 6–4, 10–8 | Anna-Lena Grönefeld Vania King | Anastasija Sevastova Dominika Cibulková | Alizé Cornet Klára Zakopalová Ágnes Szávay Vania King                   |
| 8 marzo 15 marzo  | Indian Wells Open 2010 Indian Wells, Stati Uniti Premier Mandatory 4 500 000 $ - Cemento - 96S/48Q/32D Singolare - Doppio | Jelena Janković 6–2, 6–4                                 | Caroline Wozniacki             | Samantha Stosur Agnieszka Radwańska     | Alisa Klejbanova María José Martínez Sánchez Elena Dement'eva Zheng Jie |
| 8 marzo 15 marzo  | Indian Wells Open 2010 Indian Wells, Stati Uniti Premier Mandatory 4 500 000 $ - Cemento - 96S/48Q/32D Singolare - Doppio | Květa Peschke Katarina Srebotnik 6–4, 2–6, 10–5          | Nadia Petrova Samantha Stosur  | Samantha Stosur Agnieszka Radwańska     | Alisa Klejbanova María José Martínez Sánchez Elena Dement'eva Zheng Jie |
| 22 marzo 29 marzo | Sony Ericsson Open 2010 Miami, Stati Uniti Premier Mandatory 4 500 000 $ - Cemento - 96S/48Q/32D Singolare - Doppio       | Kim Clijsters 6–2, 6–1                                   | Venus Williams                 | Marion Bartoli Justine Henin            | Yanina Wickmayer Agnieszka Radwańska Samantha Stosur Caroline Wozniacki |
| 22 marzo 29 marzo | Sony Ericsson Open 2010 Miami, Stati Uniti Premier Mandatory 4 500 000 $ - Cemento - 96S/48Q/32D Singolare - Doppio       | Gisela Dulko Flavia Pennetta 6–3, 4–6, 10–7              | Nadia Petrova Samantha Stosur  | Marion Bartoli Justine Henin            | Yanina Wickmayer Agnieszka Radwańska Samantha Stosur Caroline Wozniacki |

## Aprile
| Settimana | Torneo | Campione                                        | Finalista                            | Semifinalisti                           | Eliminati ai Quarti                                                         |
| --------- | --- | ----------------------------------------------- | ------------------------------------ | --------------------------------------- | --------------------------------------------------------------------------- |
| 5 aprile  | MPS Group Championships 2010 Ponte Vedra Beach, Stati Uniti International 220 000 $ - Terra (Verde) - 32S/32Q/16D Singolare - Doppio | Caroline Wozniacki 6–2, 7–5                     | Ol'ga Govorcova                      | Elena Vesnina Dominika Cibulková        | Anastasija Pavljučenkova Melanie Oudin Aleksandra Wozniak Varvara Lepchenko |
| 5 aprile  | MPS Group Championships 2010 Ponte Vedra Beach, Stati Uniti International 220 000 $ - Terra (Verde) - 32S/32Q/16D Singolare - Doppio | Bethanie Mattek-Sands Yan Zi 4–6, 6–4, 10–8     | Chuang Chia-jung Peng Shuai          | Elena Vesnina Dominika Cibulková        | Anastasija Pavljučenkova Melanie Oudin Aleksandra Wozniak Varvara Lepchenko |
| 5 aprile  | Andalucia Tennis Experience 2010 Marbella, Spagna International 220 000 $ - Terra (Rossa) - 32S/32Q/16D Singolare - Doppio           | Flavia Pennetta 6–2, 4–6, 6–3                   | Carla Suárez Navarro                 | María José Martínez Sánchez Sara Errani | Viktoryja Azaranka Tatjana Maria Beatriz García Vidagany Simona Halep       |
| 5 aprile  | Andalucia Tennis Experience 2010 Marbella, Spagna International 220 000 $ - Terra (Rossa) - 32S/32Q/16D Singolare - Doppio           | Sara Errani Roberta Vinci 6–4, 6–2              | Marija Kondrat'eva Jaroslava Švedova | María José Martínez Sánchez Sara Errani | Viktoryja Azaranka Tatjana Maria Beatriz García Vidagany Simona Halep       |
| 12 aprile | Family Circle Cup 2010 Charleston, Stati Uniti Premier 700 000 $ - Terra (Verde) - 56S/32Q/16D Singolare - Doppio                    | Samantha Stosur 6–0, 6–3                        | Vera Zvonarëva                       | Caroline Wozniacki Daniela Hantuchová   | Nadia Petrova Melanie Oudin Peng Shuai Jelena Janković                      |
| 12 aprile | Family Circle Cup 2010 Charleston, Stati Uniti Premier 700 000 $ - Terra (Verde) - 56S/32Q/16D Singolare - Doppio                    | Liezel Huber Nadia Petrova 6–3, 6–4             | Vania King Michaëlla Krajicek        | Caroline Wozniacki Daniela Hantuchová   | Nadia Petrova Melanie Oudin Peng Shuai Jelena Janković                      |
| 12 aprile | Barcelona Ladies Open 2010 Barcellona, Spagna International 220 000 $ - Terra (Rossa) - 32S/32Q/16D Singolare - Doppio               | Francesca Schiavone 6–1, 6–1                    | Roberta Vinci                        | Jaroslava Švedova Alexandra Dulgheru    | Carla Suárez Navarro Iveta Benešová Arantxa Parra Santonja Timea Bacsinszky |
| 12 aprile | Barcelona Ladies Open 2010 Barcellona, Spagna International 220 000 $ - Terra (Rossa) - 32S/32Q/16D Singolare - Doppio               | Sara Errani Roberta Vinci 6–1, 3–6, 10–2        | Timea Bacsinszky Tathiana Garbin     | Jaroslava Švedova Alexandra Dulgheru    | Carla Suárez Navarro Iveta Benešová Arantxa Parra Santonja Timea Bacsinszky |
| 19 aprile | Semifinali Fed Cup 2010 Roma, Italia, Terra (Rossa) Birmingham, USA, Cemento (i)                                                     | Vincenti semifinali Italia 5–0 Stati Uniti 3–2  | Perdenti semifinali Rep. Ceca Russia |                                         |                                                                             |
| 26 aprile | Porsche Tennis Grand Prix 2010 Stoccarda, Germania Premier 700 000 $ - Terra (Rossa) (i) - 32S/32Q/16D Singolare - Doppio            | Justine Henin 6–4, 2–6, 6–1                     | Samantha Stosur                      | Anna Lapuščenkova Shahar Peer           | Lucie Šafářová Li Na Jelena Janković Dinara Safina                          |
| 26 aprile | Porsche Tennis Grand Prix 2010 Stoccarda, Germania Premier 700 000 $ - Terra (Rossa) (i) - 32S/32Q/16D Singolare - Doppio            | Gisela Dulko Flavia Pennetta 3–6, 7–6(3), 10–5  | Květa Peschke Katarina Srebotnik     | Anna Lapuščenkova Shahar Peer           | Lucie Šafářová Li Na Jelena Janković Dinara Safina                          |
| 26 aprile | Grand Prix SAR La Princesse Lalla Meryem 2010 Fès, Marocco International 220 000 $ - Terra (Rossa) - 32S/32Q/16D Singolare - Doppio  | Iveta Benešová 6–4, 6–2                         | Simona Halep                         | Alizé Cornet Renata Voráčová            | Anne Keothavong Laura Pous Tió Angelique Kerber Patty Schnyder              |
| 26 aprile | Grand Prix SAR La Princesse Lalla Meryem 2010 Fès, Marocco International 220 000 $ - Terra (Rossa) - 32S/32Q/16D Singolare - Doppio  | Iveta Benešová Anabel Medina Garrigues 6–3, 6–1 | Lucie Hradecká Renata Voráčová       | Alizé Cornet Renata Voráčová            | Anne Keothavong Laura Pous Tió Angelique Kerber Patty Schnyder              |

## Maggio
| Settimana           | Torneo | Campione                                            | Finalista                                          | Semifinalisti                      | Eliminati ai Quarti                                                    |
| ------------------- | --- | --------------------------------------------------- | -------------------------------------------------- | ---------------------------------- | ---------------------------------------------------------------------- |
| 3 maggio            | Internazionali d'Italia 2010 Roma, Italia Premier 5 2 000 000 $ - Terra (Rossa) - 56S/32Q/28D Singolare - Doppio               | María José Martínez Sánchez 7–6(5), 7–5             | Jelena Janković                                    | Serena Williams Ana Ivanović       | Marija Kirilenko Venus Williams Nadia Petrova Lucie Šafářová           |
| 3 maggio            | Internazionali d'Italia 2010 Roma, Italia Premier 5 2 000 000 $ - Terra (Rossa) - 56S/32Q/28D Singolare - Doppio               | Gisela Dulko Flavia Pennetta 6–4, 6–2               | Nuria Llagostera Vives María José Martínez Sánchez | Serena Williams Ana Ivanović       | Marija Kirilenko Venus Williams Nadia Petrova Lucie Šafářová           |
| 3 maggio            | Estoril Open 2010 Estoril, Portogallo International 220 000 $ - Terra (Rossa) - 32S/32Q/16D Singolare - Doppio                 | Anastasija Sevastova 6–2, 7–5                       | Arantxa Parra Santonja                             | Peng Shuai Sorana Cîrstea          | Anastasija Rodionova Anabel Medina Garrigues Jarmila Groth Arantxa Rus |
| 3 maggio            | Estoril Open 2010 Estoril, Portogallo International 220 000 $ - Terra (Rossa) - 32S/32Q/16D Singolare - Doppio                 | Sorana Cîrstea Anabel Medina Garrigues 6–1, 7–5     | Vitalija D'jačenko Aurélie Védy                    | Peng Shuai Sorana Cîrstea          | Anastasija Rodionova Anabel Medina Garrigues Jarmila Groth Arantxa Rus |
| 10 maggio           | Mutua Madrileña Madrid Open 2010 Madrid, Spagna Premier Mandatory 4 500 000 $ - Terra (Rossa) - 60S/32Q/28D Singolare - Doppio | Aravane Rezaï 6–2, 7–5                              | Venus Williams                                     | Lucie Šafářová Shahar Peer         | Nadia Petrova Jelena Janković Samantha Stosur Li Na                    |
| 10 maggio           | Mutua Madrileña Madrid Open 2010 Madrid, Spagna Premier Mandatory 4 500 000 $ - Terra (Rossa) - 60S/32Q/28D Singolare - Doppio | Serena Williams Venus Williams 6–2, 7–5             | Gisela Dulko Flavia Pennetta                       | Lucie Šafářová Shahar Peer         | Nadia Petrova Jelena Janković Samantha Stosur Li Na                    |
| 17 maggio           | Warsaw Open 2010 Varsavia, Polonia Premier 600 000 $ - Terra (Rossa) - 32S/32Q/16D Singolare - Doppio                          | Alexandra Dulgheru 6–3, 6–4                         | Zheng Jie                                          | Gréta Arn Li Na                    | Caroline Wozniacki Al'ona Bondarenko Sara Errani Cvetana Pironkova     |
| 17 maggio           | Warsaw Open 2010 Varsavia, Polonia Premier 600 000 $ - Terra (Rossa) - 32S/32Q/16D Singolare - Doppio                          | Virginia Ruano Pascual Meghann Shaughnessy 6–3, 6–4 | Cara Black Yan Zi                                  | Gréta Arn Li Na                    | Caroline Wozniacki Al'ona Bondarenko Sara Errani Cvetana Pironkova     |
| 17 maggio           | Internationaux de Strasbourg 2010 Strasburgo, Francia International 220 000 $ - Terra (Rossa) - 32S/32Q/16D Singolare - Doppio | Marija Šarapova 7–5, 6–1                            | Kristina Barrois                                   | Anabel Medina Garrigues Vania King | Julia Görges Sofia Arvidsson Anastasija Sevastova Anastasija Rodionova |
| 17 maggio           | Internationaux de Strasbourg 2010 Strasburgo, Francia International 220 000 $ - Terra (Rossa) - 32S/32Q/16D Singolare - Doppio | Alizé Cornet Vania King 3–6, 6–4, 10–7              | Alla Kudrjavceva Anastasija Rodionova              | Anabel Medina Garrigues Vania King | Julia Görges Sofia Arvidsson Anastasija Sevastova Anastasija Rodionova |
| 24 maggio 31 maggio | Open di Francia 2010 Parigi, Francia Grande Slam 16 807 400 € - Terra (Rossa) - 128S/128Q/64D/32X Singolare - Doppio - - Misto | Francesca Schiavone 6–4, 7–6(2)                     | Samantha Stosur                                    | Jelena Janković Elena Dement'eva   | Serena Williams Jaroslava Švedova Caroline Wozniacki Nadia Petrova     |
| 24 maggio 31 maggio | Open di Francia 2010 Parigi, Francia Grande Slam 16 807 400 € - Terra (Rossa) - 128S/128Q/64D/32X Singolare - Doppio - - Misto | Serena Williams Venus Williams 6–2, 6–3             | Květa Peschke Katarina Srebotnik                   | Jelena Janković Elena Dement'eva   | Serena Williams Jaroslava Švedova Caroline Wozniacki Nadia Petrova     |
| 24 maggio 31 maggio | Open di Francia 2010 Parigi, Francia Grande Slam 16 807 400 € - Terra (Rossa) - 128S/128Q/64D/32X Singolare - Doppio - - Misto | Katarina Srebotnik Nenad Zimonjić 4–6, 7–6(5), 11–9 | Jaroslava Švedova Julian Knowle                    | Jelena Janković Elena Dement'eva   | Serena Williams Jaroslava Švedova Caroline Wozniacki Nadia Petrova     |

## Giugno
| Settimana           | Torneo | Campione                                             | Finalista                          | Semifinalisti                       | Eliminati ai Quarti                                                         |
| ------------------- | --- | ---------------------------------------------------- | ---------------------------------- | ----------------------------------- | --------------------------------------------------------------------------- |
| 7 giugno            | AEGON Classic 2010 Birmingham, Gran Bretagna International 220 000 $ - Erba - 56S/32Q/16D Singolare - Doppio             | Li Na 7–5, 6–1                                       | Marija Šarapova                    | Aravane Rezaï Alison Riske          | Kaia Kanepi Sara Errani Yanina Wickmayer Sesil Karatančeva                  |
| 7 giugno            | AEGON Classic 2010 Birmingham, Gran Bretagna International 220 000 $ - Erba - 56S/32Q/16D Singolare - Doppio             | Cara Black Lisa Raymond 6–3, 3–2 ret.                | Liezel Huber Bethanie Mattek-Sands | Aravane Rezaï Alison Riske          | Kaia Kanepi Sara Errani Yanina Wickmayer Sesil Karatančeva                  |
| 14 giugno           | AEGON International 2010 Eastbourne, Gran Bretagna Premier 600 000 $ - Erba - 32S/32Q/16D Singolare - Doppio             | Ekaterina Makarova 7–6(5), 6–4                       | Viktoryja Azaranka                 | Marion Bartoli Samantha Stosur      | María José Martínez Sánchez Kim Clijsters Elena Baltacha Svetlana Kuznecova |
| 14 giugno           | AEGON International 2010 Eastbourne, Gran Bretagna Premier 600 000 $ - Erba - 32S/32Q/16D Singolare - Doppio             | Lisa Raymond Rennae Stubbs 6–2, 2–6, 13–11           | Květa Peschke Katarina Srebotnik   | Marion Bartoli Samantha Stosur      | María José Martínez Sánchez Kim Clijsters Elena Baltacha Svetlana Kuznecova |
| 14 giugno           | UNICEF Open 2010 's-Hertogenbosch, Paesi Bassi International 220 000 $ - Erba - 32S/32Q/16D Singolare - Doppio           | Justine Henin 3–6, 6–3, 6–4                          | Andrea Petković                    | Alexandra Dulgheru Kirsten Flipkens | Kristina Barrois Jaroslava Švedova Dominika Cibulková Sandra Záhlavová      |
| 14 giugno           | UNICEF Open 2010 's-Hertogenbosch, Paesi Bassi International 220 000 $ - Erba - 32S/32Q/16D Singolare - Doppio           | Alla Kudrjavceva Anastasija Rodionova 3–6, 6–3, 10–8 | Vania King Jaroslava Švedova       | Alexandra Dulgheru Kirsten Flipkens | Kristina Barrois Jaroslava Švedova Dominika Cibulková Sandra Záhlavová      |
| 21 giugno 28 giugno | Torneo di Wimbledon 2010 Londra, Gran Bretagna Grande Slam £ - Erba - 128S/96Q/64D/48X Singolare - Doppio - Doppio misto | Serena Williams 6–3, 6–2                             | Vera Zvonarëva                     | Petra Kvitová Cvetana Pironkova     | Li Na Kaia Kanepi Kim Clijsters Venus Williams                              |
| 21 giugno 28 giugno | Torneo di Wimbledon 2010 Londra, Gran Bretagna Grande Slam £ - Erba - 128S/96Q/64D/48X Singolare - Doppio - Doppio misto | Vania King Jaroslava Švedova 7–6(6), 6–2             | Elena Vesnina Vera Zvonarëva       | Petra Kvitová Cvetana Pironkova     | Li Na Kaia Kanepi Kim Clijsters Venus Williams                              |
| 21 giugno 28 giugno | Torneo di Wimbledon 2010 Londra, Gran Bretagna Grande Slam £ - Erba - 128S/96Q/64D/48X Singolare - Doppio - Doppio misto | Cara Black Leander Paes 6–4, 7–6(5)                  | Lisa Raymond Wesley Moodie         | Petra Kvitová Cvetana Pironkova     | Li Na Kaia Kanepi Kim Clijsters Venus Williams                              |

## Luglio
| Settimana | Torneo | Campione                                                 | Finalista                                  | Semifinalisti                        | Eliminati ai Quarti                                                        |
| --------- | --- | -------------------------------------------------------- | ------------------------------------------ | ------------------------------------ | -------------------------------------------------------------------------- |
| 5 luglio  | GDF SUEZ Grand Prix 2010 Budapest, Ungheria International 220 000 $ - Terra (Rossa) - 32S/32Q/16D Singolare – Doppio              | Ágnes Szávay 6–2, 6–4                                    | Patty Schnyder                             | Zuzana Ondrášková Alexandra Dulgheru | Polona Hercog Anabel Medina Garrigues Alizé Cornet Anastasija Sevastova    |
| 5 luglio  | GDF SUEZ Grand Prix 2010 Budapest, Ungheria International 220 000 $ - Terra (Rossa) - 32S/32Q/16D Singolare – Doppio              | Timea Bacsinszky Tathiana Garbin 6–3, 6–3                | Sorana Cîrstea Anabel Medina Garrigues     | Zuzana Ondrášková Alexandra Dulgheru | Polona Hercog Anabel Medina Garrigues Alizé Cornet Anastasija Sevastova    |
| 5 luglio  | Swedish Open 2010 Båstad, Svezia International 220 000 $ - Terra (Rossa) - 32S/32Q/16D Singolare – Doppio                         | Aravane Rezaï 6–3, 4–6, 6–4                              | Gisela Dulko                               | Flavia Pennetta Lucie Šafářová       | Jill Craybas Ana Vrljić Barbora Záhlavová-Strýcová Arantxa Parra Santonja  |
| 5 luglio  | Swedish Open 2010 Båstad, Svezia International 220 000 $ - Terra (Rossa) - 32S/32Q/16D Singolare – Doppio                         | Gisela Dulko Flavia Pennetta 7–6(0), 6–0                 | Renata Voráčová Barbora Záhlavová-Strýcová | Flavia Pennetta Lucie Šafářová       | Jill Craybas Ana Vrljić Barbora Záhlavová-Strýcová Arantxa Parra Santonja  |
| 12 luglio | Internazionali Femminili di Palermo 2010 Palermo, Italia International 220 000 $ - Terra (Rossa) - 32S/32Q/16D Singolare – Doppio | Kaia Kanepi 6–4, 6–3                                     | Flavia Pennetta                            | Julia Görges Romina Oprandi          | Nuria Llagostera Vives Jill Craybas Sara Errani Aravane Rezaï              |
| 12 luglio | Internazionali Femminili di Palermo 2010 Palermo, Italia International 220 000 $ - Terra (Rossa) - 32S/32Q/16D Singolare – Doppio | Alberta Brianti Sara Errani 6–4, 6–1                     | Jill Craybas Julia Görges                  | Julia Görges Romina Oprandi          | Nuria Llagostera Vives Jill Craybas Sara Errani Aravane Rezaï              |
| 12 luglio | ECM Prague Open 2010 Praga, Repubblica Ceca International 220 000 $ - Terra (Rossa) - 32S/32Q/16D Singolare – Doppio              | Ágnes Szávay 6–2, 1–6, 6–2                               | Barbora Záhlavová-Strýcová                 | Patty Schnyder Lucie Hradecká        | Johanna Larsson Anna Tatišvili Anabel Medina Garrigues Polona Hercog       |
| 12 luglio | ECM Prague Open 2010 Praga, Repubblica Ceca International 220 000 $ - Terra (Rossa) - 32S/32Q/16D Singolare – Doppio              | Timea Bacsinszky Tathiana Garbin 7–5, 7–6(4)             | Monica Niculescu Ágnes Szávay              | Patty Schnyder Lucie Hradecká        | Johanna Larsson Anna Tatišvili Anabel Medina Garrigues Polona Hercog       |
| 19 luglio | Slovenia Open WTA 2010 Portorose, Slovenia International 220 000 $ - Cemento - 32S/32Q/16D Singolare – Doppio                     | Anna Čakvetadze 6–1, 6–2                                 | Johanna Larsson                            | Ksenija Pervak Polona Hercog         | Nastas'sja Jakimava Anastasija Pavljučenkova Vera Duševina Stefanie Vögele |
| 19 luglio | Slovenia Open WTA 2010 Portorose, Slovenia International 220 000 $ - Cemento - 32S/32Q/16D Singolare – Doppio                     | Marija Kondrat'eva Vladimíra Uhlířová 6–4, 2–6, 10–7     | Anna Čakvetadze Marina Eraković            | Ksenija Pervak Polona Hercog         | Nastas'sja Jakimava Anastasija Pavljučenkova Vera Duševina Stefanie Vögele |
| 19 luglio | Gastein Ladies 2010 Bad Gastein, Austria International 220 000 $ - Terra (Rossa) - 32S/32Q/16D Singolare – Doppio                 | Julia Görges 6–1, 6–4                                    | Timea Bacsinszky                           | Alizé Cornet Yvonne Meusburger       | Patricia Mayr Anastasija Pivovarova Anastasija Sevastova Sandra Záhlavová  |
| 19 luglio | Gastein Ladies 2010 Bad Gastein, Austria International 220 000 $ - Terra (Rossa) - 32S/32Q/16D Singolare – Doppio                 | Lucie Hradecká Anabel Medina Garrigues 6(2)–7, 6–1, 10–5 | Timea Bacsinszky Tathiana Garbin           | Alizé Cornet Yvonne Meusburger       | Patricia Mayr Anastasija Pivovarova Anastasija Sevastova Sandra Záhlavová  |
| 26 luglio | Bank of the West Classic 2010 Stanford, Stati Uniti Premier 700 000 $ - Cemento - 32S/32Q/16D Singolare – Doppio                  | Viktoryja Azaranka 6–4, 6–1                              | Marija Šarapova                            | Samantha Stosur Agnieszka Radwańska  | Yanina Wickmayer Marion Bartoli Marija Kirilenko Elena Dement'eva          |
| 26 luglio | Bank of the West Classic 2010 Stanford, Stati Uniti Premier 700 000 $ - Cemento - 32S/32Q/16D Singolare – Doppio                  | Lindsay Davenport Liezel Huber 7–5, 6(8)–7, 10–8         | Chan Yung-jan Zheng Jie                    | Samantha Stosur Agnieszka Radwańska  | Yanina Wickmayer Marion Bartoli Marija Kirilenko Elena Dement'eva          |
| 26 luglio | Istanbul Cup 2010 Istanbul, Turchia International 220 000 $ - Cemento - 32S/32Q/16D Singolare – Doppio                            | Anastasija Pavljučenkova 5–7, 7–5, 6–4                   | Elena Vesnina                              | Andrea Petković Jarmila Groth        | Elena Baltacha Anastasija Rodionova Sorana Cîrstea Vera Duševina           |
| 26 luglio | Istanbul Cup 2010 Istanbul, Turchia International 220 000 $ - Cemento - 32S/32Q/16D Singolare – Doppio                            | Eléni Daniilídou Jasmin Wöhr 6–4, 1–6, 11–9              | Marija Kondrat'eva Vladimíra Uhlířová      | Andrea Petković Jarmila Groth        | Elena Baltacha Anastasija Rodionova Sorana Cîrstea Vera Duševina           |

## Agosto
| Settimana             | Torneo | Campione                                           | Finalista                                 | Semifinalisti                         | Eliminati ai Quarti                                                |
| --------------------- | --- | -------------------------------------------------- | ----------------------------------------- | ------------------------------------- | ------------------------------------------------------------------ |
| 2 agosto              | San Diego Open 2010 San Diego, Stati Uniti Premier 700 000 $ - Cemento - 56S/32Q/16D Singolare – Doppio         | Svetlana Kuznecova 6–4, 6(7)–7, 6–3                | Agnieszka Radwańska                       | Daniela Hantuchová Flavia Pennetta    | Alisa Klejbanova Shahar Peer Coco Vandeweghe Samantha Stosur       |
| 2 agosto              | San Diego Open 2010 San Diego, Stati Uniti Premier 700 000 $ - Cemento - 56S/32Q/16D Singolare – Doppio         | Marija Kirilenko Zheng Jie 6–4, 6–4                | Lisa Raymond Rennae Stubbs                | Daniela Hantuchová Flavia Pennetta    | Alisa Klejbanova Shahar Peer Coco Vandeweghe Samantha Stosur       |
| 2 agosto              | Danish Open 2010 Copenaghen, Danimarca International 220 000 $ - Sintetico (i) - 32S/32Q/16D Singolare – Doppio | Caroline Wozniacki 6–2, 7–6(5)                     | Klára Zakopalová                          | Anna Čakvetadze Li Na                 | Julia Görges Polona Hercog Sorana Cîrstea Angelique Kerber         |
| 2 agosto              | Danish Open 2010 Copenaghen, Danimarca International 220 000 $ - Sintetico (i) - 32S/32Q/16D Singolare – Doppio | Julia Görges Anna-Lena Grönefeld 6–4, 6–4          | Vitalija D'jačenko Tat'jana Puček         | Anna Čakvetadze Li Na                 | Julia Görges Polona Hercog Sorana Cîrstea Angelique Kerber         |
| 9 agosto              | Cincinnati Open 2010 Cincinnati, Stati Uniti Premier 5 2 000 000 $ - Cemento - 56S/32Q/28D Singolare – Doppio   | Kim Clijsters 2–6, 7–6(4), 6–2                     | Marija Šarapova                           | Ana Ivanović Anastasija Pavljučenkova | Akgul Amanmuradova Flavia Pennetta Yanina Wickmayer Marion Bartoli |
| 9 agosto              | Cincinnati Open 2010 Cincinnati, Stati Uniti Premier 5 2 000 000 $ - Cemento - 56S/32Q/28D Singolare – Doppio   | Viktoryja Azaranka Marija Kirilenko 7–6(4), 7–6(8) | Lisa Raymond Rennae Stubbs                | Ana Ivanović Anastasija Pavljučenkova | Akgul Amanmuradova Flavia Pennetta Yanina Wickmayer Marion Bartoli |
| 16 agosto             | Canadian Open Montréal, Canada Premier 5 2 000 000 $ - Cemento - 56S/32Q/28D Singolare – Doppio                 | Caroline Wozniacki 6–3, 6–2                        | Vera Zvonarëva                            | Viktoryja Azaranka Svetlana Kuznecova | Marion Bartoli Kim Clijsters Zheng Jie Francesca Schiavone         |
| 16 agosto             | Canadian Open Montréal, Canada Premier 5 2 000 000 $ - Cemento - 56S/32Q/28D Singolare – Doppio                 | Gisela Dulko Flavia Pennetta 7–5, 3–6, 12–10       | Květa Peschke Katarina Srebotnik          | Viktoryja Azaranka Svetlana Kuznecova | Marion Bartoli Kim Clijsters Zheng Jie Francesca Schiavone         |
| 23 agosto             | Pilot Pen Tennis 2010 New Haven, Stati Uniti Premier 600 000 $ - Cemento - 32S/32Q/16D Singolare – Doppio       | Caroline Wozniacki 6–3, 3–6, 6–3                   | Nadia Petrova                             | Elena Dement'eva Marija Kirilenko     | Flavia Pennetta Marion Bartoli Dinara Safina Samantha Stosur       |
| 23 agosto             | Pilot Pen Tennis 2010 New Haven, Stati Uniti Premier 600 000 $ - Cemento - 32S/32Q/16D Singolare – Doppio       | Květa Peschke Katarina Srebotnik 7–5, 6–0          | Bethanie Mattek-Sands Meghann Shaughnessy | Elena Dement'eva Marija Kirilenko     | Flavia Pennetta Marion Bartoli Dinara Safina Samantha Stosur       |
| 30 agosto 6 settembre | US Open 2010 New York, Stati Uniti Grande Slam $ - Cemento - 128S/128Q/64D/32X Singolare - Doppio - Misto       | Kim Clijsters 6–2, 6–1                             | Vera Zvonarëva                            | Caroline Wozniacki Venus Williams     | Dominika Cibulková Kaia Kanepi Francesca Schiavone Samantha Stosur |
| 30 agosto 6 settembre | US Open 2010 New York, Stati Uniti Grande Slam $ - Cemento - 128S/128Q/64D/32X Singolare - Doppio - Misto       | Vania King Jaroslava Švedova 2–6, 6–4, 7–6(4)      | Liezel Huber Nadia Petrova                | Caroline Wozniacki Venus Williams     | Dominika Cibulková Kaia Kanepi Francesca Schiavone Samantha Stosur |
| 30 agosto 6 settembre | US Open 2010 New York, Stati Uniti Grande Slam $ - Cemento - 128S/128Q/64D/32X Singolare - Doppio - Misto       | Liezel Huber Bob Bryan 6–4, 6–4                    | Květa Peschke Aisam-ul-Haq Qureshi        | Caroline Wozniacki Venus Williams     | Dominika Cibulková Kaia Kanepi Francesca Schiavone Samantha Stosur |

## Settembre
| Settimana    | Torneo | Campione                                                 | Finalista                                        | Semifinalisti                          | Eliminati ai Quarti                                                  |
| ------------ | --- | -------------------------------------------------------- | ------------------------------------------------ | -------------------------------------- | -------------------------------------------------------------------- |
| 13 settembre | Guangzhou International Women's Open 2010 Canton, Cina International 220 000 $ - Cemento - 32S/32Q/16D Singolare – Doppio | Jarmila Groth 6–1, 6–4                                   | Alla Kudrjavceva                                 | Edina Gallovits Zhang Shuai            | Maria Elena Camerin Han Xinyun Sania Mirza Ksenija Pervak            |
| 13 settembre | Guangzhou International Women's Open 2010 Canton, Cina International 220 000 $ - Cemento - 32S/32Q/16D Singolare – Doppio | Edina Gallovits Sania Mirza 7–5, 6–3                     | Han Xinyun Liu Wan-ting                          | Edina Gallovits Zhang Shuai            | Maria Elena Camerin Han Xinyun Sania Mirza Ksenija Pervak            |
| 13 settembre | Bell Challenge 2010 Québec, Canada International 220 000 $ - Sintetico - 32S/32Q/16D Singolare – Doppio                   | Tamira Paszek 7–6(6), 2–6, 7–5                           | Bethanie Mattek-Sands                            | Lucie Šafářová Christina McHale        | Rebecca Marino Melanie Oudin Alexa Glatch Sofia Arvidsson            |
| 13 settembre | Bell Challenge 2010 Québec, Canada International 220 000 $ - Sintetico - 32S/32Q/16D Singolare – Doppio                   | Sofia Arvidsson Johanna Larsson 6–1, 2–6, 10–6           | Bethanie Mattek-Sands Barbora Záhlavová-Strýcová | Lucie Šafářová Christina McHale        | Rebecca Marino Melanie Oudin Alexa Glatch Sofia Arvidsson            |
| 20 settembre | Hansol Korea Open 2010 Seul, Corea del Sud International 220 000 $ - Cemento - 32S/32Q/16D Singolare – Doppio             | Alisa Klejbanova 6–1, 6–3                                | Klára Zakopalová                                 | Nadia Petrova Ágnes Szávay             | Kirsten Flipkens Dinara Safina Ekaterina Makarova Kimiko Date Krumm  |
| 20 settembre | Hansol Korea Open 2010 Seul, Corea del Sud International 220 000 $ - Cemento - 32S/32Q/16D Singolare – Doppio             | Julia Görges Polona Hercog 6–3, 6–4                      | Natalie Grandin Vladimíra Uhlířová               | Nadia Petrova Ágnes Szávay             | Kirsten Flipkens Dinara Safina Ekaterina Makarova Kimiko Date Krumm  |
| 20 settembre | Tashkent Open 2010 Tashkent, Uzbekistan International 220 000 $ - Cemento - 32S/32Q/16D Singolare – Doppio                | Alla Kudrjavceva 6–4, 6–4                                | Elena Vesnina                                    | Monica Niculescu Evgenija Rodina       | Alexandra Dulgheru Dar'ja Kustova Stefanie Vögele Akgul Amanmuradova |
| 20 settembre | Tashkent Open 2010 Tashkent, Uzbekistan International 220 000 $ - Cemento - 32S/32Q/16D Singolare – Doppio                | Aleksandra Panova Tat'jana Puček 6–3, 6–4                | Alexandra Dulgheru Magdaléna Rybáriková          | Monica Niculescu Evgenija Rodina       | Alexandra Dulgheru Dar'ja Kustova Stefanie Vögele Akgul Amanmuradova |
| 27 settembre | Toray Pan Pacific Open 2010 Tokyo, Giappone Premier 5 2 000 000 $ - Cemento - 56S/32Q/16D Singolare – Doppio              | Caroline Wozniacki 1–6, 6–2, 6–3                         | Elena Dement'eva                                 | Viktoryja Azaranka Francesca Schiavone | Agnieszka Radwańska Coco Vandeweghe Kaia Kanepi Vera Zvonarëva       |
| 27 settembre | Toray Pan Pacific Open 2010 Tokyo, Giappone Premier 5 2 000 000 $ - Cemento - 56S/32Q/16D Singolare – Doppio              | Iveta Benešová Barbora Záhlavová-Strýcová 6–4, 4–6, 10–8 | Shahar Peer Peng Shuai                           | Viktoryja Azaranka Francesca Schiavone | Agnieszka Radwańska Coco Vandeweghe Kaia Kanepi Vera Zvonarëva       |

## Ottobre
| Settimana  | Torneo | Campione                                               | Finalista                                 | Semifinalisti                             | Eliminati ai Quarti                                                                                               |
| ---------- | --- | ------------------------------------------------------ | ----------------------------------------- | ----------------------------------------- | --- |
| 4 ottobre  | China Open 2010 Pechino, Cina Premier Mandatory 4 500 000 $ - Cemento - 56S/32Q/28D Singolare – Doppio                   | Caroline Wozniacki 6–3, 3–6, 6–3                       | Vera Zvonarëva                            | Shahar Peer Li Na                         | Ana Ivanović Timea Bacsinszky Anastasija Sevastova Francesca Schiavone                                            |
| 4 ottobre  | China Open 2010 Pechino, Cina Premier Mandatory 4 500 000 $ - Cemento - 56S/32Q/28D Singolare – Doppio                   | Chuang Chia-jung Ol'ga Govorcova 7–6(2), 1–6, 10–7     | Gisela Dulko Flavia Pennetta              | Shahar Peer Li Na                         | Ana Ivanović Timea Bacsinszky Anastasija Sevastova Francesca Schiavone                                            |
| 11 ottobre | Generali Ladies Linz 2010 Linz, Austria International 220 000 $ - Cemento (i) - 32S/32Q/16D Singolare – Doppio           | Ana Ivanović 6–1, 6–2                                  | Patty Schnyder                            | Roberta Vinci Andrea Petković             | Sara Errani Julia Görges Eléni Daniilídou Daniela Hantuchová                                                      |
| 11 ottobre | Generali Ladies Linz 2010 Linz, Austria International 220 000 $ - Cemento (i) - 32S/32Q/16D Singolare – Doppio           | Renata Voráčová Barbora Záhlavová-Strýcová 7–5, 7–6(6) | Květa Peschke Katarina Srebotnik          | Roberta Vinci Andrea Petković             | Sara Errani Julia Görges Eléni Daniilídou Daniela Hantuchová                                                      |
| 11 ottobre | HP Open 2010 Osaka, Giappone International 220 000 $ - Cemento - 32S/32Q/16D Singolare – Doppio                          | Tamarine Tanasugarn 7–5, 6(4)–7, 6–1                   | Kimiko Date Krumm                         | Shahar Peer Marion Bartoli                | Samantha Stosur Iveta Benešová Chang Kai-chen Jill Craybas                                                        |
| 11 ottobre | HP Open 2010 Osaka, Giappone International 220 000 $ - Cemento - 32S/32Q/16D Singolare – Doppio                          | Chang Kai-chen Lilia Osterloh 6–0, 6–3                 | Shūko Aoyama Rika Fujiwara                | Shahar Peer Marion Bartoli                | Samantha Stosur Iveta Benešová Chang Kai-chen Jill Craybas                                                        |
| 18 ottobre | Kremlin Cup 2010 Mosca, Russia Premier 1 000 000 $ - Cemento (i) - 32S/32Q/16D Singolare – Doppio                        | Viktoryja Azaranka 6–3, 6–4                            | Marija Kirilenko                          | Vera Duševina María José Martínez Sánchez | Zarina Dijas Anna Čakvetadze Dominika Cibulková Alisa Klejbanova                                                  |
| 18 ottobre | Kremlin Cup 2010 Mosca, Russia Premier 1 000 000 $ - Cemento (i) - 32S/32Q/16D Singolare – Doppio                        | Gisela Dulko Flavia Pennetta 6–3, 2–6, 10–6            | Sara Errani María José Martínez Sánchez   | Vera Duševina María José Martínez Sánchez | Zarina Dijas Anna Čakvetadze Dominika Cibulková Alisa Klejbanova                                                  |
| 18 ottobre | BGL Luxembourg Open 2010 Lussemburgo, Lussemburgo International 220 000 $ - Cemento (i) - 32S/32Q/16D Singolare – Doppio | Roberta Vinci 6–3, 6–4                                 | Julia Görges                              | Angelique Kerber Anne Keothavong          | Polona Hercog Ana Ivanović Iveta Benešová Kirsten Flipkens                                                        |
| 18 ottobre | BGL Luxembourg Open 2010 Lussemburgo, Lussemburgo International 220 000 $ - Cemento (i) - 32S/32Q/16D Singolare – Doppio | Timea Bacsinszky Tathiana Garbin 6–4, 6–4              | Iveta Benešová Barbora Záhlavová-Strýcová | Angelique Kerber Anne Keothavong          | Polona Hercog Ana Ivanović Iveta Benešová Kirsten Flipkens                                                        |
| 25 ottobre | Sony Ericsson Championships - Doha 2010 Doha, Qatar Torneo di fine anno $ - Cemento - 8S (RR)/4D Singolare – Doppio      | Kim Clijsters 6–3, 5–7, 6–3                            | Caroline Wozniacki                        | Samantha Stosur Vera Zvonarëva            | Round RobinGruppo marrone: Francesca Schiavone Elena Dement'eva Gruppo bianco: Jelena Janković Viktoryja Azaranka |
| 25 ottobre | Sony Ericsson Championships - Doha 2010 Doha, Qatar Torneo di fine anno $ - Cemento - 8S (RR)/4D Singolare – Doppio      | Gisela Dulko Flavia Pennetta 7–5, 6–4                  | Květa Peschke Katarina Srebotnik          | Samantha Stosur Vera Zvonarëva            | Round RobinGruppo marrone: Francesca Schiavone Elena Dement'eva Gruppo bianco: Jelena Janković Viktoryja Azaranka |

## Novembre
| Settimana   | Torneo | Campione                 | Finalista        | Semifinalisti                       | Eliminati ai Quarti                                           |
| ----------- | --- | ------------------------ | ---------------- | ----------------------------------- | ------------------------------------------------------------- |
| 1º novembre | Commonwealth Bank 2010 Tournament of Champions Bali, Indonesia Year-end championships 600 000 $ - Cemento - 12S Singolare | Ana Ivanović 6–2, 7–6(5) | Alisa Klejbanova | 3º Posto Kimiko Date Krumm 7–5, 7–5 | Li Na Anastasija Pavljučenkova Yanina Wickmayer Aravane Rezaï |
| 1º novembre | Commonwealth Bank 2010 Tournament of Champions Bali, Indonesia Year-end championships 600 000 $ - Cemento - 12S Singolare | Ana Ivanović 6–2, 7–6(5) | Alisa Klejbanova | 4º Posto Daniela Hantuchová         | Li Na Anastasija Pavljučenkova Yanina Wickmayer Aravane Rezaï |
| 1º novembre | Finale Fed Cup San Diego, Stati Uniti – Cemento (i)                                                                       | Italia 3-1               | Stati Uniti      |                                     |                                                               |

## Dicembre
Nessun evento

## Ranking a fine anno
Nella tabella riportata sono presenti le prime dieci tenniste a fine stagione.

### Singolare
| #   | Giocatrice          | Punti | Rank. 2009 | /       |
| 1.  | Caroline Wozniacki  | 8.035 | 4          | 3       |
| 2.  | Vera Zvonarëva      | 6.785 | 9          | 7       |
| 3.  | Kim Clijsters       | 6.635 | 18         | 15      |
| 4.  | Serena Williams     | 5.355 | 1          | 3       |
| 5.  | Venus Williams      | 4.985 | 6          | 1       |
| 6.  | Samantha Stosur     | 4.982 | 13         | 7       |
| 7.  | Francesca Schiavone | 4.935 | 17         | 10      |
| 8.  | Jelena Janković     | 4.445 | 8          | Stabile |
| 9.  | Elena Dementieva    | 4.335 | 5          | 4       |
| 10. | Viktoryja Azaranka  | 4.235 | 7          | 3       |

Nel corso della stagione due tenniste hanno occupato la prima posizione:
- S. Williams = fine 2009 – 10 ottobre 2010
- Wozniacki = 11 ottobre – fine anno

### Doppio
| #   | Giocatrice         | Punti | Rank. 2009 | /   |
| 1.  | Gisela Dulko       | 8.570 | 27         | 26  |
| 2.  | Flavia Pennetta    | 8.570 | 29         | 27  |
| 3.  | Liezel Huber       | 7.590 | 1          | 2   |
| 4.  | Vania King         | 6.920 | 32         | 28  |
| 5.  | Květa Peschke      | 6.860 | 26         | 21  |
| 6.  | Katarina Srebotnik | 6.830 | 123        | 117 |
| 7.  | Yaroslava Shvedova | 6.240 | 52         | 42  |
| 8.  | Nadia Petrova      | 5.530 | 16         | 8   |
| 9.  | Lisa Raymond       | 5.520 | 18         | 9   |
| 10. | Rennae Stubbs      | 5.520 | 7          | 3   |

Nel corso della stagione cinque tenniste, di cui due coppie, hanno occupato la prima posizione:
- Black /  Huber = fine 2009 – 18 aprile 2010
- Huber = 19 aprile – 6 giugno
- S. Williams /  V. Williams = 7 giugno – 1º agosto
- Huber = 2 agosto – 31 ottobre
- Dulko = 1º novembre – fine anno